# Никола Тасић
Никола Тасић (Београд, 19. јануар 1932 — Београд, 15. март 2017) био је српски археолог, универзитетски професор и академик.

## Биографија
Завршио је Крагујевачку гимназију, а дипломирао је (1954) и докторирао (1965). на Филозофском факултету Универзитета у Београду, на Одељењу за археологију (докторска теза: „Баденски и Вучедолски културни комплекс у Југославији“).
Тасић је био археолог-балканолог, научни саветник и директор Балканолошког института САНУ, редовни професор Филозофског факултета у Новом Саду, члан САНУ и Европске академије наука и уметности.
Водио је ископавања на четрдесетак налазишта, најпознатија су Винча — Бело брдо, Белегиш, Гомолава и Градина на Босуту.
Највећи део својих пројеката реализовао је под окриљем Балканолошког института.
После Милутина Гарашанина и Драгослава Срејовића трећи археолог генерални секретар САНУ.
Научни радови академика Тасића обухватају све периоде праисторијске археологије на простору између Карпатског базена и Егејског мора.
Након Тасићеве смрти, његова породица је поклонила библиотеку од 1500 књига као и личне предмете Универзитетској библиотеци у Крагујевцу.

## Одабрана дела
- Неолитска пластика, (1973)
- Праисторија Војводине, (1974)
- Праисторија југословенских земаља, (1979)
- Југословенско подунавље од индоевропске сеобе до продора Скита, (1983)
- Винча: центар неолитске културе у Подунављу, коаутор са Драгославом Срејовићем и Братиславом Стојановићем (1990)[7]